# Weissach im Tal
Weissach im Tal település Németországban, azon belül Baden-Württembergben. Lakosainak száma 7513 fő (2023. december 31.).

## Népesség
A település népessége az elmúlt években az alábbi módon változott:
| Lakosok száma | 4467 | 7259 | 7354 | 7413 | 7455 | 7513 |
|               | 1975 | 2017 | 2019 | 2021 | 2022 | 2023 |